# Avenida Venezuela (Lima)
La avenida Venezuela es una de las principales avenidas del área metropolitana de Lima, en el Perú. Se extiende de este a oeste, y conecta los distritos limeños de Breña, Lima y San Miguel con los distritos chalacos de Bellavista y La Perla, siguiendo el trazo de la avenida Uruguay.
El 27 de marzo de 2023, se realizó el cierre de 10 cuadras de la avenida Venezuela, desde la avenida Tellería hasta la calle Arístides Del Carpio, para la construcción de las estaciones Elio y La Alborada de la línea 2 del Metro de Lima.

## Recorrido
Se inicia en la avenida Alfonso Ugarte, donde a su vez se da fin a la avenida Uruguay. En su paso por el distrito de Breña, el sentido de circulación es de este a oeste hasta la intersección con la avenida Arica, donde se convierte en una arteria con doble calzada. Tras cruzar el bypass de la avenida Tingo María, la avenida ingresa al distrito de Lima, en zonas poco residenciales. La avenida Venezuela se eleva en un paso a desnivel y cruza la avenida Universitaria, donde se encuentra el campus de la Universidad Nacional Mayor de San Marcos. Posterior a dicha avenida, la calzada sur de la avenida ingresa al distrito de San Miguel.
Posterior a la Huaca San Marcos, la calzada norte ingresa al distrito chalaco de Bellavista, donde se encuentra el Hospital Centro Médico Naval. Las zonas aledañas al cruce con la Avenida Faucett son abundantemente transitadas y de carácter comercial en ambos distritos. 
Posterior a la Avenida Los Insurgentes, la calzada sur ingresa a la al distrito chalaco de La Perla, haciendo que la avenida se adentre completamente en el Callao, hasta su final en el Óvalo Saloom.

## Controversia
En agosto de 2008, las obras del paso a desnivel en la avenida Universitaria fueron paralizadas por una medida cautelar del Instituto Nacional de Cultura (INC), al constatarse que dichas obras dañaron parte del patrimonio cultural en la Huaca San Marcos.
El 30 de noviembre de 2022, una combi explotó en varias ocasiones lo que provocó el espanto de varios vecinos cercanos que salieron ilesos del accidente.

## Galería

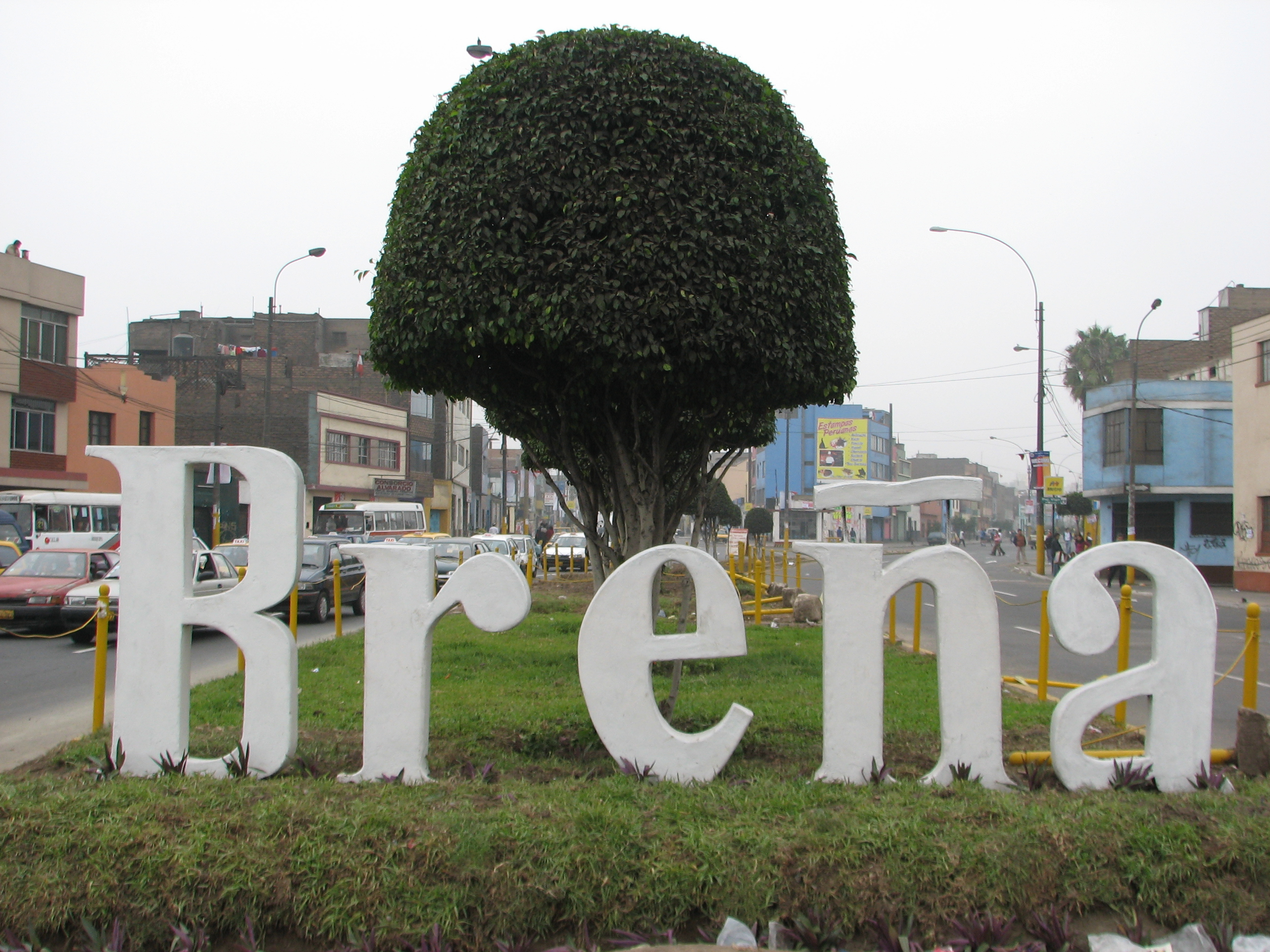